# Liste der Nummer-eins-Hits in Rumänien (2002)
Diese Liste enthält alle Nummer-eins-Hits in Rumänien im Jahr 2002. Es gab in diesem Jahr 14 Nummer-eins-Singles.
| Singles |
| --- |
| - Enrique Iglesias – Hero - 6 Wochen (15. Dezember 2001 – 27. Januar 2002) - Animal X – Să pot ierta - 3 Wochen (28. Januar – 17. Februar) - P!nk – Get the Party Started - 6 Wochen (18. Februar – 31. März) - Kylie Minogue – In Your Eyes - 3 Wochen (1. April – 21. April) - Hi-Q – Tu ești dragostea mea - 5 Wochen (22. April – 26. Mai) - Voltaj – …tu - 6 Wochen (27. Mai – 7. Juli) - Simplu – Oare știi - 2 Wochen (8. Juli – 21. Juli) - t.A.T.u. – Nas ne dogonjat - 5 Wochen (22. Juli – 25. August, insgesamt 6 Wochen) - Eminem – Without Me - 1 Woche (26. August – 1. September) - t.A.T.u. – Nas Ne Dogonyat - 1 Woche (2. September – 8. September, insgesamt 6 Wochen) - Céline Dion – I’m Alive - 3 Wochen (9. September – 29. September) - Las Ketchup – The Ketchup Song (Aserejé) - 9 Wochen (30. September – 1. Dezember) - Madonna – Die Another Day - 2 Wochen (2. Dezember – 15. Dezember) - Shakira – Objection (Tango) - 2 Wochen (16. Dezember – 29. Dezember, insgesamt 3 Wochen; → 2003) - Eminem – Lose Yourself - 2 Wochen (30. Dezember 2002 – 12. Januar 2003) |